# Səməd Abdullayev
Səməd Həmid oğlu Abdullayev, Samad Hamid oglu Abdullajew (ros. Саме́д Гами́д оглы́ Абдулла́ев, ur. 1920 we wsi Qolqəti w rejonie Ağdaş, zm. 5 listopada 1943 k. Kercza) – starszyna służby medycznej Armii Czerwonej, Bohater Związku Radzieckiego (1943).

## Życiorys
Urodził się w azerskiej rodzinie chłopskiej. W 1937 ukończył technikum pedagogiczne w Ağdaşu, pracował jako nauczyciel, w 1939 został powołany do Armii Czerwonej. Ukończył szkołę instruktorów sanitarnych w Tbilisi, po ataku Niemiec na ZSRR brał udział w walkach o Kaukaz, Krym i Półwysep Kerczeński, w jednym ze starć został ranny i odesłany na leczenie, po wyzdrowieniu wrócił na front. Był kandydatem do WKP(b). Jako sanitariusz batalionu 1339 pułku piechoty 318 Dywizji Strzelców Górskich 18 Armii Frontu Północno-Kaukaskiego w walkach o Półwysep Kerczeński pod silnym ogniem przeciwnika wynosił rannych z pola walki i udzielał im pierwszej pomocy. Gdy na polu walki został ranny dowódca batalionu, Abdullayev rzucił się do przodu i zaczął obrzucać Niemców granatami, broniąc dowódcy i zabijając wielu Niemców, a resztę zmuszając do ucieczki. Cztery dni później zginął w walce. Uchwałą Prezydium Rady Najwyższej ZSRR z 17 listopada 1943 "za wzorowe wykonywanie zadań bojowych dowodzenia na froncie wojny z niemiecko-faszystowskimi najeźdźcami i wykazywanie przy tym męstwa i heroizmu" został pośmiertnie uhonorowany Złotą Gwiazdą Bohatera Związku Radzieckiego i Orderem Lenina. W jego rodzinnej wsi jego imieniem nazwano szkołę.